# Hans-Jürgen Hiby

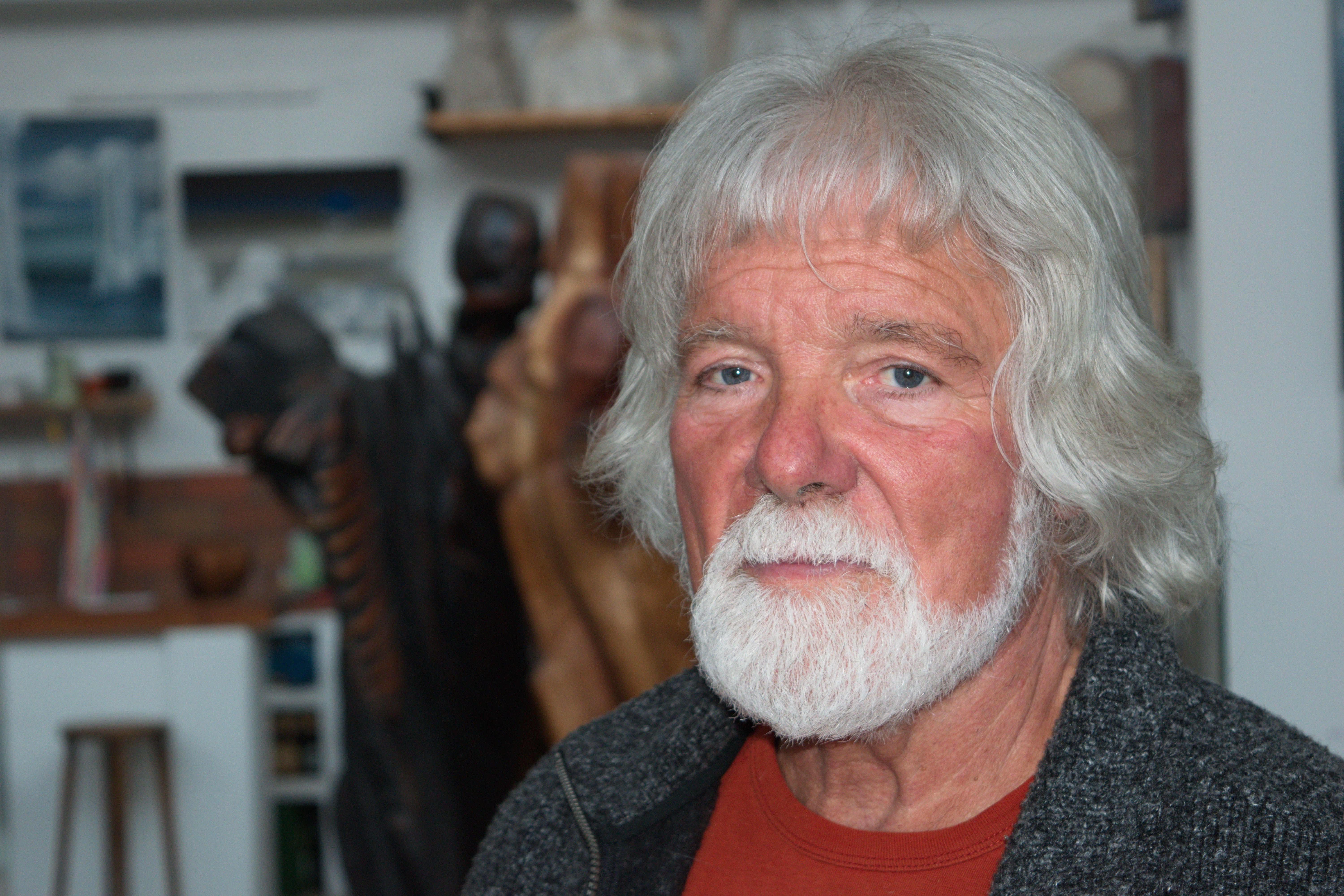
Hans-Jürgen Hiby (2015)

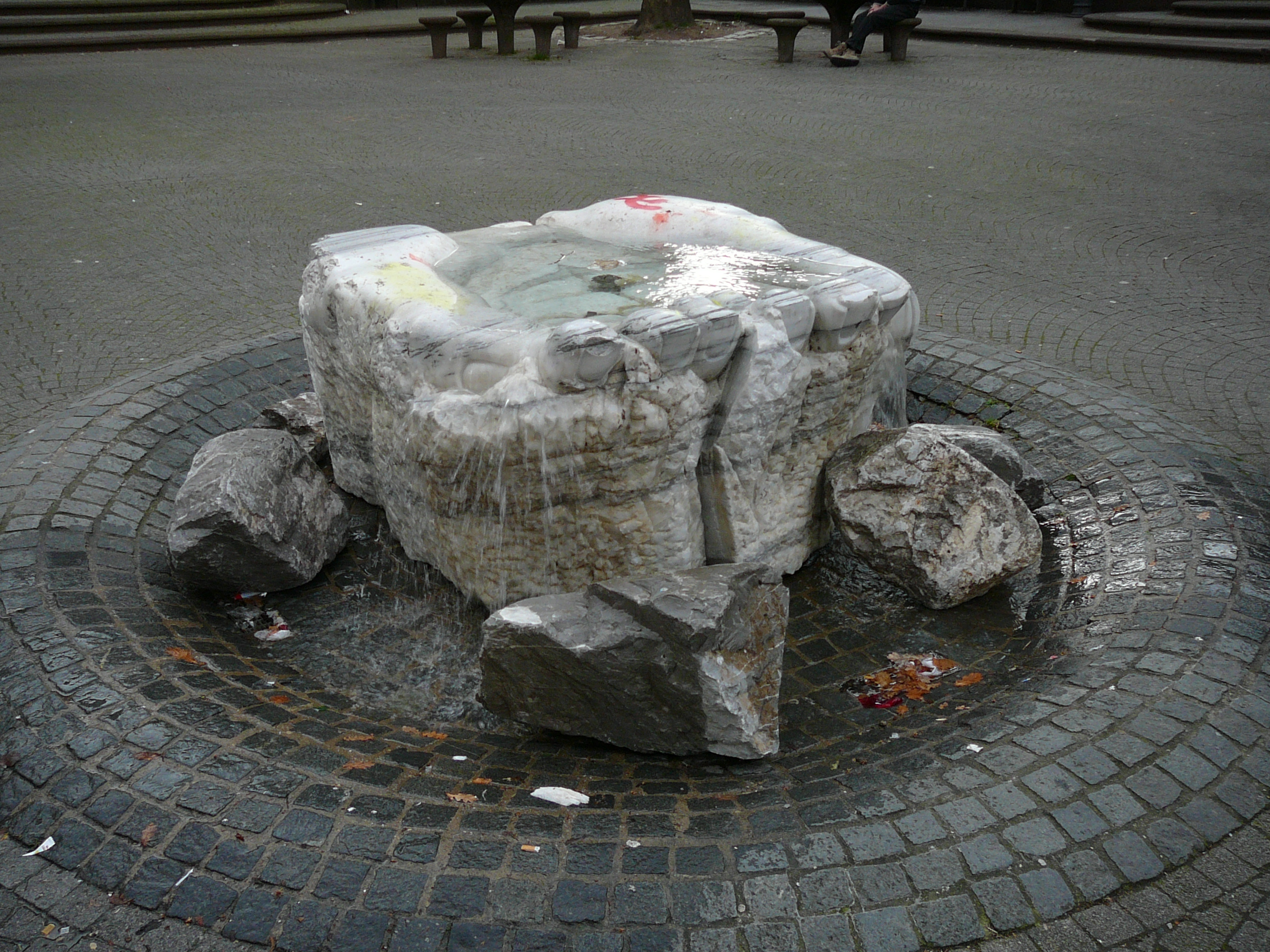
Brunnen auf dem Wichlinghauser Markt

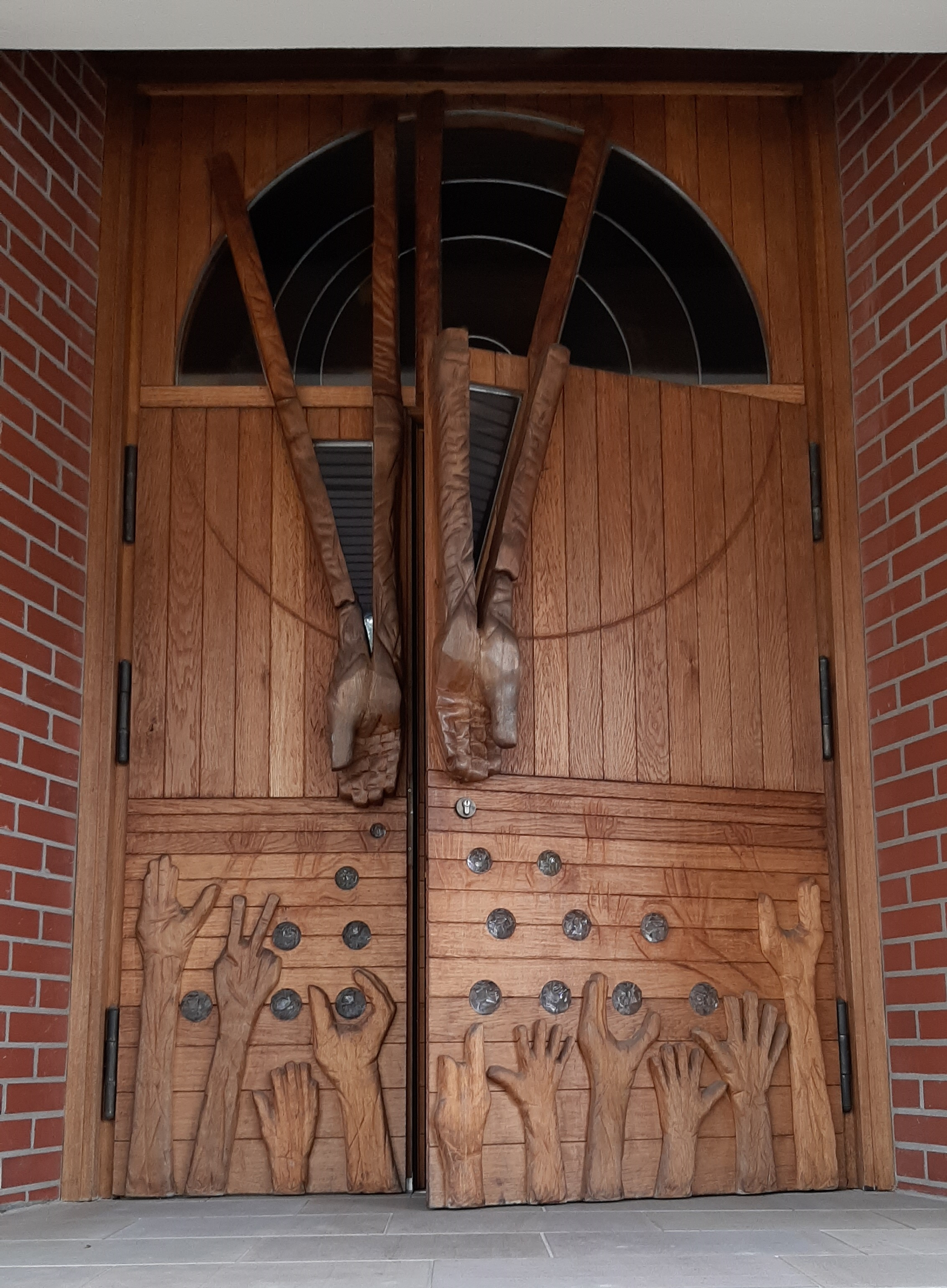
Portal der Lichtenplatzer Kapelle

Hans-Jürgen Hiby (* 9. September 1941 in Wuppertal) ist ein deutscher Bildhauer. Er erstellt Holz-, Metall- und Steinplastiken.

## Leben
Nach seinem Abitur im Jahre 1961 nahm er bis 1964 ein Kunsterziehungsstudium in Düsseldorf, Main und Bonn auf. Von 1964 bis 1965 besuchte er die Meisterschule für Bildhauerei in Wien bei Professor Fritz Wotruba. Von 1966 bis 1967 setzte er sein Kunsterziehungsstudium in Mainz fort und schloss es mit dem Staatsexamen ab.
Anschließend war er viele Jahre als Oberstudienrat für Kunst am Gymnasium Sedanstraße in Wuppertal tätig.

## Werk
Viele seiner Werke sind im öffentlichen Räumen Wuppertals zu sehen, so der Brunnen auf dem Wichlinghauser Markt und die Spielenden Finger im Hof der ehemaligen Hauptschule Simonstraße (ehemals auf dem Gutenbergplatz in der Nähe der Schwebebahnstation Pestalozzistraße). Im Jahr 2004 schuf Hiby das hölzerne Portal der Lichtenplatzer Kapelle in Wuppertal-Barmen. Markante Elemente sind die beiden ausgebreiteten Hände als Türgriffe. Auf dem Schulhof des Gymnasiums Sedanstraße steht seit 2010 vor dem naturwissenschaftlichen Gebäude seine Mahagoniskulptur Prägestock.
Seine Werke sind im Von der Heydt-Museum und temporären Ausstellungen zu sehen.

## Einzelausstellungen (Auswahl)
- 2001 „Hiby: Skulpturen und Skizzen“ im Von der Heydt-Museum Wuppertal
- 2003 „Stille“ im  Ludwig-Harms-Haus Hermannsburg
- 2006 „Körper-Landschaften“ in der Art Fabrik & Hotel Wuppertal